# Kychtovka
Kychtovka (en russe : Кыштовка) est un village de Russie situé dans l'oblast de Novossibirsk. Il est le siège administratif du raïon et de la municipalité du même nom. 

## Géographie
Kychtovka se trouve au bord de la Tara au nord-ouest de l'oblast de Novossibirsk, à 600 km à vol d'oiseau de Novossibirsk. 

## Histoire
La localité est connue depuis 1730. 

## Population
Recensements (*) et estimations de la population,,: 
| 1959* | 1970* | 1979* | 1989* | 2002* | 2010* |
| ----- | ----- | ----- | ----- | ----- | ----- |
| 4 171 | 5 664 | 6 034 | 6 000 | 5 798 | 5 282 |

| 2021* | - | - | - | - | - |
| ----- | - | - | - | - | - |
| 4 974 | - | - | - | - | - |